# Nejo (Éthiopie)
Pour les articles homonymes, voir Nejo.
Nejo est une ville de l'ouest de l'Éthiopie située dans la zone Mirab Welega de la région Oromia. Elle se trouve à 9° 30′ N, 35° 30′ E et à près de 1 900 m d'altitude. Elle est le centre administratif du woreda Nejo et a 18 998 habitants en 2007.
Plus récemment, à la fin des années 2010 ou au début des années 2020, la ville devient un woreda indépendant enclavé dans le woreda Nejo,.